# Leptonetidae
Leptonetidae Simon, 1890 è una famiglia di ragni appartenente all'infraordine Araneomorphae.

## Etimologia
Il nome deriva probabilmente dal greco λεπτός, leptòs cioè minuto, sottile, di piccola taglia e νητὸς, netòs, cioè ammucchiato, ed il suffisso -idae, che designa l'appartenenza ad una famiglia.

## Caratteristiche
Sono ragni piuttosto primitivi, le femmine non hanno genitali esterni di una certa consistenza. Sono di dimensioni alquanto piccole, hanno sei occhi sistemati a semicerchio di cui quattro anteriormente e due posteriormente.

## Comportamento
Il loro comportamento è alquanto schivo, sono conosciuti per lo più solo da specialisti del settore. Vivono in caverne o nelle parti basse e riposte di arbusti e alberi.

## Distribuzione

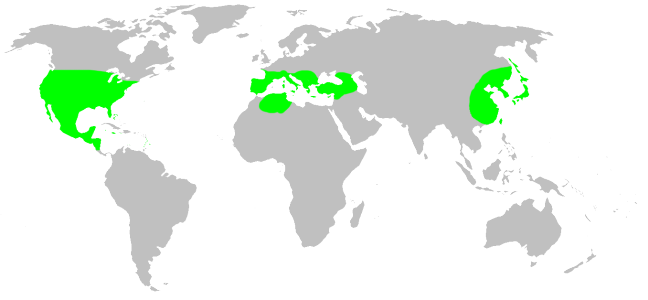
Leptonetidae - distribuzione

Sono diffusi nell'America settentrionale e centrale, Algeria, Europa meridionale, Medio Oriente, Cina e Giappone.

## Tassonomia
Attualmente, a novembre 2020, si compone di 22 generi e 363 specie:
- Appaleptoneta Platnick, 1986 - USA
- Archoleptoneta Gertsch, 1974 - USA, Messico, Panama
- Barusia Kratochvìl, 1978 - Croazia, Grecia e Montenegro
- Calileptoneta Platnick, 1986 - USA
- Cataleptoneta Denis, 1955 - Creta, Libano e Turchia
- Chisoneta Ledford & Griswold, 2011 - Messico, USA
- Darkoneta Ledford & Griswold, 2010 - Messico, USA, Panama
- Falcileptoneta Komatsu, 1970 - Giappone
- Jingneta Wang & Li, 2010 - Cina
- Leptoneta Simon, 1872 - Asia centrale, USA, Europa meridionale
- Leptonetela Kratochvìl, 1978 - Azerbaigian, Georgia, Grecia e Turchia
- Longileptoneta Seo, 2015 - Corea
- Masirana Kishida, 1942 - Giappone
- Montanineta Ledford & Griswold, 2011 - USA
- Neoleptoneta Brignoli, 1972 - USA, Messico
- Ozarkia Ledford & Griswold, 2011 - USA
- Paraleptoneta Fage, 1913  - Algeria, Italia, Tunisia
- Protoleptoneta Deltshev, 1972 - Europa
- Rhyssoleptoneta Tong & Li, 2007 - Cina
- Sulcia Kratochvìl, 1978 - Penisola balcanica, Grecia
- Taishaneta Ledford & Griswold, 2011 - USA
- Teloleptoneta Ribera, 1988 - Portogallo

### Generi trasferiti
- Guineta Lin & Li, 2010[2] - Cina
- Sinoneta Lin & Li, 2010[2] - Cina